# Antonio Bortone
Antonio Bortone (Ruffano, 13 giugno 1844 – Lecce, 2 aprile 1938) è stato uno scultore italiano.

## Biografia

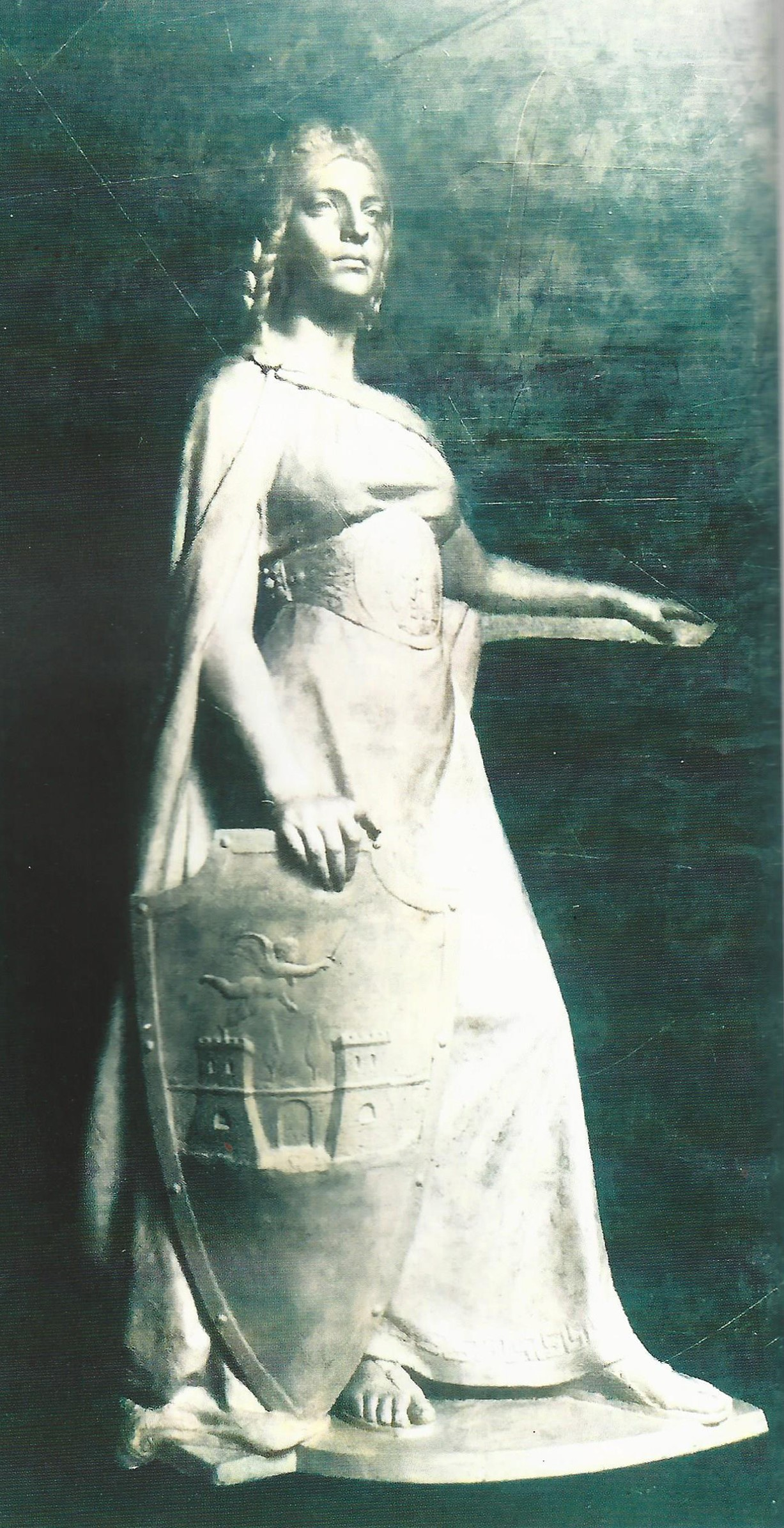
La Parabita, statua in bronzo di Antonio Bortone in onore di Parabita (Lecce)

Figlio di un fabbro, fece il suo primo apprendistato nei laboratori dei cartapestai leccesi. Notato per le sue qualità dall'intendente provinciale Sozi-Carafa, per il quale Bortone era stato incaricato di eseguire un ritratto, fu da questi avviato alla scuola di disegno e della plastica nell'ospizio San Ferdinando di Lecce dove apprese la tecnica della scultura da Antonio Maccagnani (zio del famoso Eugenio) e da qui, nel 1861, con un assegno della provincia, proseguì i suoi studi artistici all'Accademia di Belle Arti di Napoli con Tito Angelini, insegnante di scultura e direttore della Scuola di disegno dove sviluppò un interesse soprattutto per la scultura di temi religiosi e civili che caratterizzò la sua produzione posteriore.

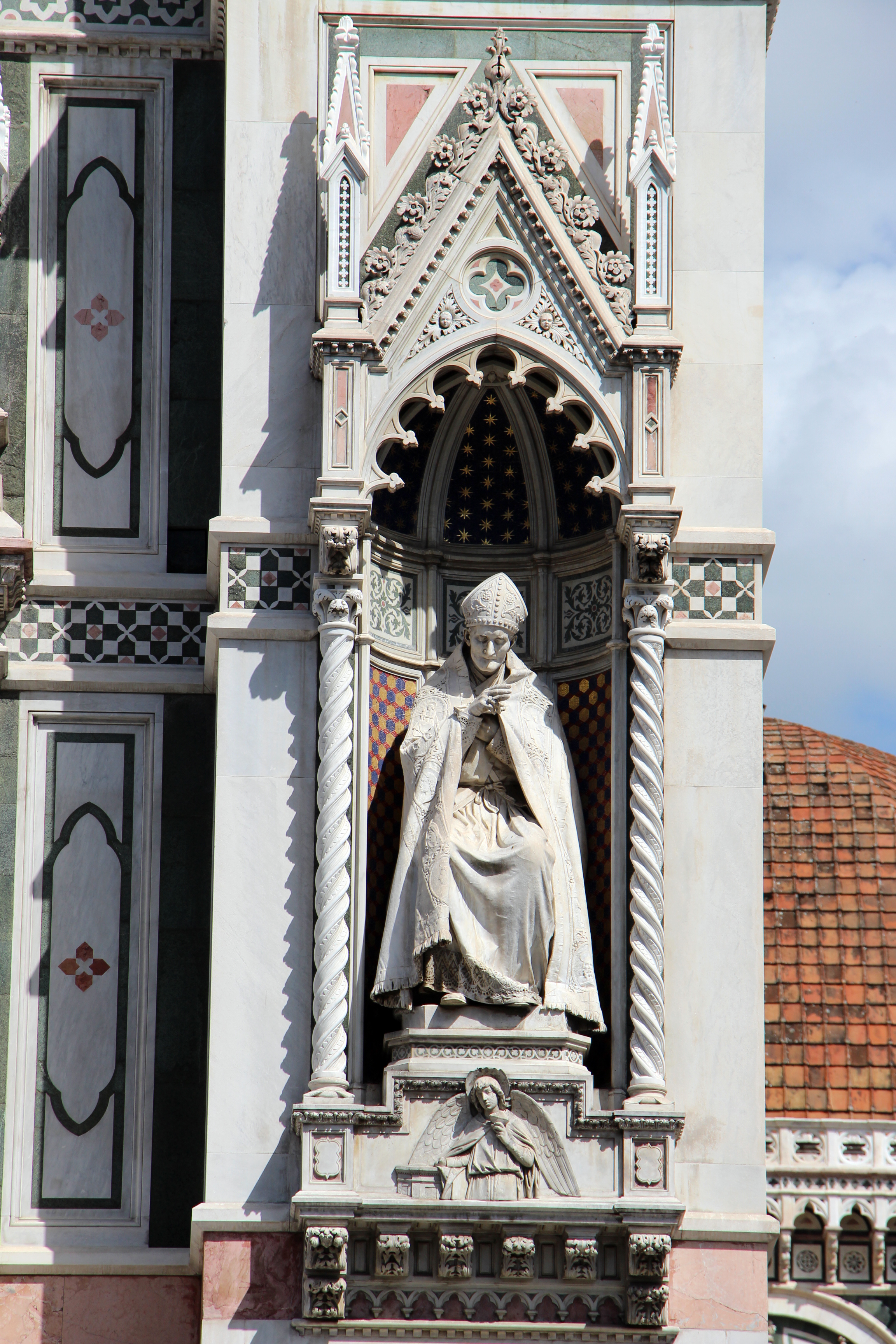
Statua di Sant'Antonino sulla facciata della Cattedrale di Santa Maria del Fiore

Verso il 1865 Bortone si stabilì a Firenze dove aprì uno studio di scultura e realizzò il Gladiatore morente che gli valse l'aiuto del già noto Giovanni Duprè. Sue la statua di Gino Capponi in Santa Croce e sulla facciata di S. Maria del Fiore i grandi medaglioni rappresentanti Giotto e Michelangelo, e le statue di S. Giacomo Minore, S. Girolamo e S. Antonino.
Durante il suo soggiorno fiorentino Bortone scolpì il busto di Garibaldi, donato all'ospizio di Lecce e i busti marmorei su committenza del Teatro Comunale di Napoli del compositore Leonardo Leo e di Giovanni Paisiello. Per la Biblioteca provinciale eseguì i busti di Scipione Ammirato, Giulio Cesare Vanini (opera firmata e datata 1869), Francesco Milizia, Filippo Maria Briganti (opera firmata e datata 1875), Antonio De Ferrariis detto "il Galateo" (firmata e datata 1873).

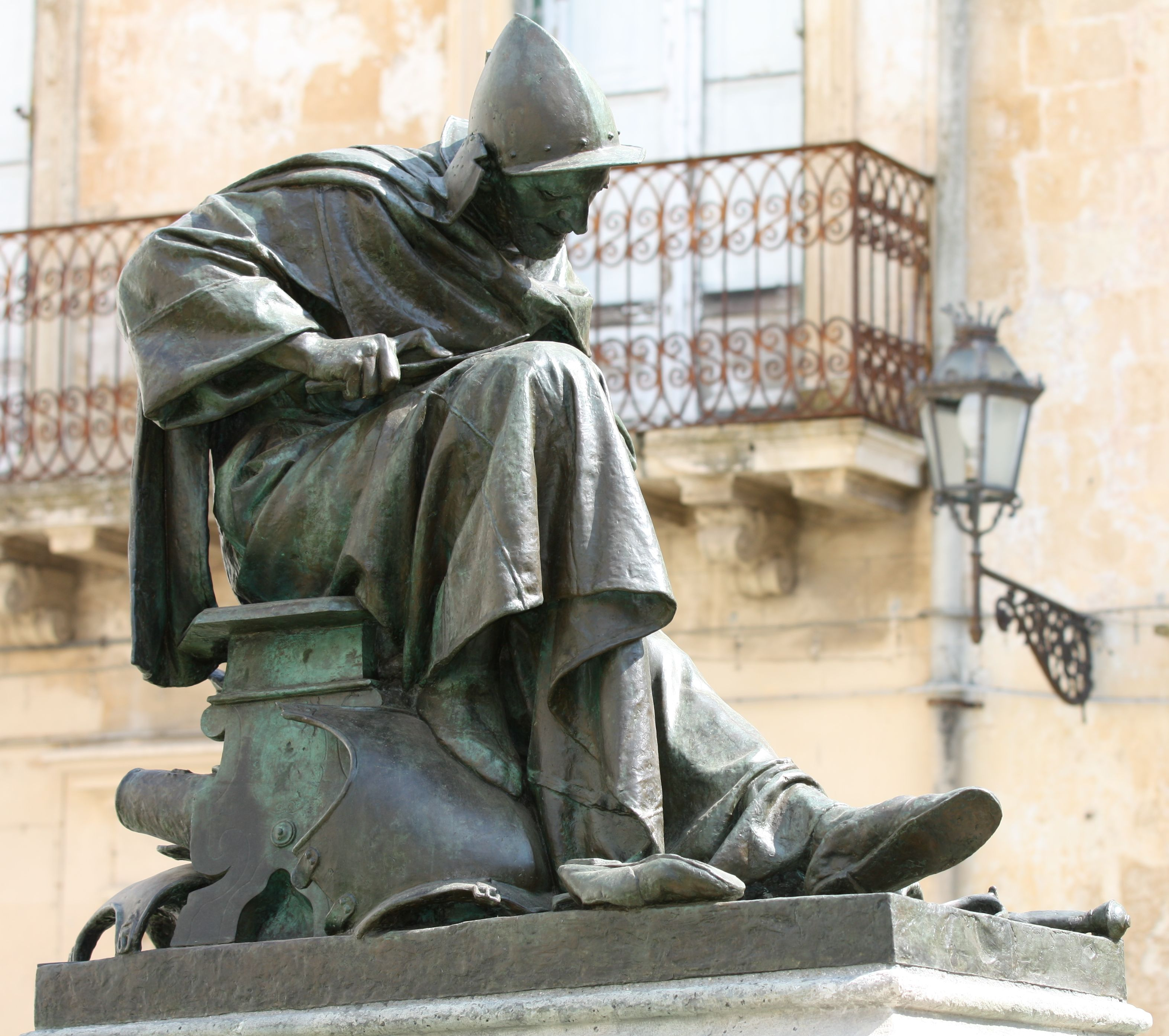
Il Fanfulla di A. Bortone

La sua opera più nota il Fanfulla fu realizzata nel 1876 e posta nella Piazza Raimondello Orsini di Lecce. La scultura, dallo stile volutamente antimonumentale, fu esposta con scarsi apprezzamenti alla Galleria Nazionale di Napoli nel 1877 ed ebbe invece successo l'anno dopo all'Esposizione di Parigi.
Vincitore nel 1888 di un concorso nazionale eseguì il monumento a Quintino Sella a Biella mentre del 1894 è il monumento bronzeo ad Agostino Depretis posto a Stradella.

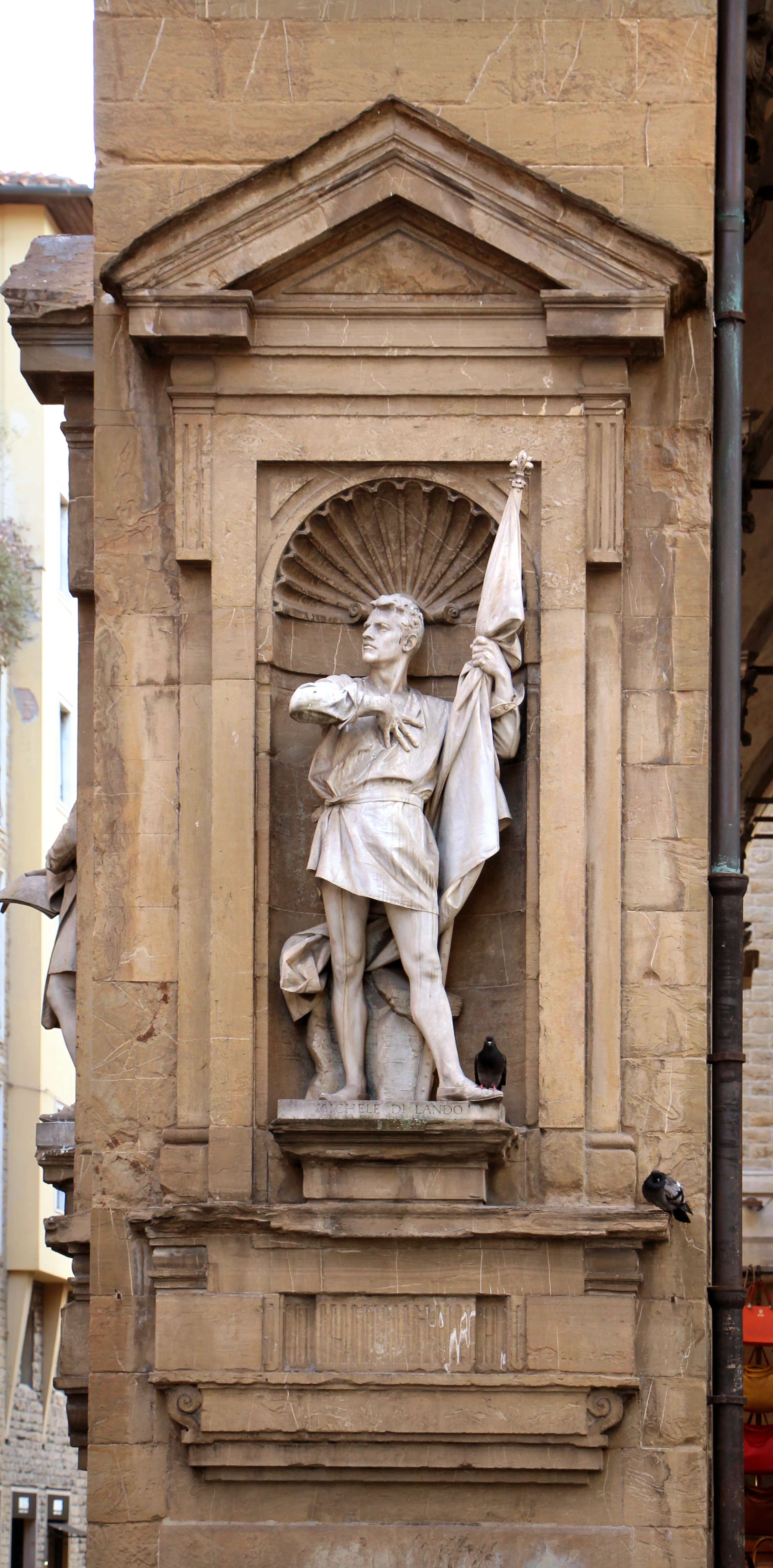
Statua di Michele di Lando nella Loggia del Mercato Nuovo di Firenze

Intensa fu la produzione di Bortone negli anni seguenti: nel 1895 il Michele di Lando per la loggia del Mercato Nuovo a Firenze, nel 1899 il monumento alla Duchessa Francesca Capece sulla piazza principale di Maglie, il monumento sepolcrale ad Alessandro de Donno nel cimitero di Lecce, il monumento a Sigismondo Castromediano nella piazza Matteo di Lecce e il monumento ai Martiri di Otranto. In onore della città di Parabita, realizzò una statua in bronzo denominata appunto La Parabita, di grande pregio artistico, donata dal comune alla patria nel 1942 per farne armamenti. Suoi sono anche il busto a Vittorio Emanuele II nel Senato e uno dei grandi bassorilievi con Genio alato nel pronao di sinistra del Vittoriano a Roma.
Morì a Lecce nel 1938 all'età di 93 anni.